# 陈清莉
陈清莉（1968年6月—），女，汉族，台湾台北人，中华人民共和国政治人物。现任浙江省政协港澳台侨和外事委员会副主任，台盟浙江省委主委。第十四届全国政协委员。